# Congosto de Valdavia
Congosto de Valdavia település Spanyolországban, Palencia tartományban. Congosto de Valdavia Fresno del Río, Respenda de la Peña, Castrejón de la Peña, Olmos de Ojeda, La Puebla de Valdavia, Buenavista de Valdavia, Tabanera de Valdavia és Ayuela községekkel határos. Lakosainak száma 140 fő (2024).

## Népesség
A település népessége az elmúlt években az alábbi módon változott:
| Lakosok száma | 274  | 239  | 225  | 201  | 187  | 186  | 173  | 153  | 147  | 140  |
|               | 2001 | 2004 | 2007 | 2009 | 2012 | 2014 | 2017 | 2019 | 2022 | 2024 |